# 完全性 (统计学)
在统计学中， 完全性，又称完备性是统计量的一个性质。 从本质上讲，它确保不同的参数值对应的分布是不同的。一个具有完全性的统计量称为完全统计量。

## 定义
考虑一个随机变量 {\displaystyle X} ，其概率分布 {\displaystyle P_{\theta }} 以 {\displaystyle \theta } 为参数。称一个统计量 {\displaystyle s} 是完全的，若对任意可测函数 {\displaystyle g}，
如果对所有 {\displaystyle \theta } 都有 {\displaystyle E(g(s(X)))=0}，则 {\displaystyle P_{\theta }(g(s(X))=0)=1} 对所有 {\displaystyle \theta } 都成立。
若对上述函数 {\displaystyle g} 加上有界的条件，则称该统计量为有界完全的。

## 例子
若{\displaystyle X_{1},X_{2},\dots ,X_{n}}是来自参数为{\displaystyle p}的伯努利分布的独立随机样本，其中{\displaystyle p\in (0,1)}。统计量{\displaystyle T=\sum _{i=1}^{b}X_{i}}是{\displaystyle p}的完全统计量。注意到{\displaystyle T}服从参数为{\displaystyle n}和{\displaystyle p}的二项分布。若有某个{\displaystyle g}，使得{\displaystyle E_{p}(g(T))=0}对{\displaystyle p\in (0,1)}都成立，则
{\displaystyle 0=\sum _{i=0}^{n}{\binom {n}{i}}p^{i}(1-p)^{n-i}g(i)=(1-p)^{n}\sum _{i=0}^{n}g(i){\binom {n}{i}}\left({\frac {p}{1-p}}\right)^{i},p\in (0,1).}
令{\displaystyle r=p/(1-p)\in \mathbb {R} }，则多项式{\displaystyle \sum _{i=0}^{n}g(i){\binom {n}{i}}r^{i}}在{\displaystyle \mathbb {R} }上恒为0。可知其每一项系数都为0，进而得到{\displaystyle g=0}。由定义，{\displaystyle T=\sum _{i=1}^{b}X_{i}}是{\displaystyle p}的完全统计量。

## 完全性的重要性

### 巴苏定理
有界完全性出现在巴苏定理中， 它指出任何有界完全且充分的统计量与任何辅助统计量独立。

### Bahadur定理
有界完全性也出现在Bahadur定理中。 定理指出，当至少存在一个最小充分统计量时，如果一个统计量是充分的并且有界完全的，则它是一个最小充分统计量。